# ヘナミクヌス
へナミクヌス（学名:Haenamichnus、「海南の翼」の意）は、白亜紀の8,000万〜6,600万年前の韓国より記載された翼竜の歩行跡の生痕化石。
翼竜の中でもかなり巨大で、翼を広げた長さは10メートル以上あったと推測される。なお、2020年の研究ではワニ形類の足跡であるという可能性も示された。